# Mathieu Hezemans
Mathieu „Thieu“ Hezemans (* 21. Juni 1915 in Eindhoven; † 4. Februar 1985) war ein niederländischer Autorennfahrer und Unternehmer.

## Familie
Mathieu Hezemans war der erste Rennfahrer aus der niederländischen Familie Hezemans. Sein Sohn Antoine, genannt Toine, war in den 1970er-Jahren ein erfolgreicher GT- und Sportwagenpilot. Toine wurde 1970 und 1973 Tourenwagen-Europameister, gewann 1971 die Targa Florio und unter anderem zweimal das 1000-km-Rennen auf dem Nürburgring sowie einmal das 24-Stunden-Rennen von Daytona. Auch Mathieus Enkel Mike und Loris Hezemans wurden Profi-Rennfahrer.

## Karriere im Motorsport
Mathieu Hezemans betrieb in seiner Heimatstadt Eindhoven einen Fahrzeughandel und war einer der ersten niederländischen Importeure der Marke Porsche. Als Fahrer war er in den 1950er-Jahren aktiv. Mehrmals startete er beim 1000-km-Rennen auf der Nordschleife des Nürburgrings. 1953 wurde er Gesamtfünfzehnter und 1956 erreichte er Platz 26 im Schlussklassement. 1956 fuhr er gemeinsam mit Carel Godin de Beaufort einen von Wolfgang Seidel gemeldeten Porsche 550/4 Spyder beim 24-Stunden-Rennen von Le Mans, fiel nach einem Aufhängungsdefekt aber vorzeitig aus.

## Statistik

### Le-Mans-Ergebnisse
| Jahr | Team            | Fahrzeug             | Teamkollege             | Platzierung | Ausfallgrund |
| ---- | --------------- | -------------------- | ----------------------- | ----------- | ------------ |
| 1956 | Wolfgang Seidel | Porsche 550/4 Spyder | Carel Godin de Beaufort | Ausfall     | Aufhängung   |

### Einzelergebnisse in der Sportwagen-Weltmeisterschaft
| Saison | Team                             | Rennwagen               | 1   | 2   | 3   | 4   | 5   | 6   | 7   |
| ------ | -------------------------------- | ----------------------- | --- | --- | --- | --- | --- | --- | --- |
| 1953   | NAV                              | Porsche 356             | SEB | MIM | LEM | SPA | NÜR | RTT | CAP |
| 1953   | NAV                              | Porsche 356             |     | 15  |     |     |     |     |     |
| 1956   | Gotfrid Köchert Mathieu Hezemans | Porsche 550             | BUA | SEB | MIM | NÜR | KRI |     |     |
| 1956   | Gotfrid Köchert Mathieu Hezemans | Porsche 550             |     |     |     | 24  | DNF |     |     |
| 1957   | Ecurie Maarsbergen               | Porsche 356             | BUA | SEB | MIM | NÜR | LEM | KRI | CAR |
| 1957   | Ecurie Maarsbergen               | Porsche 356             | 43  |     |     |     |     |     |     |
| 1958   | Mathieu Hezemans                 | Alfa Romeo Giulietta SV | BUA | SEB | TAR | NÜR | LEM | RTT |     |
| 1958   | Mathieu Hezemans                 | Alfa Romeo Giulietta SV | DNF |     |     |     |     |     |     |